# جمال كندي
جمال كندي (بالفارسية: جمال‌کندی) هي قرية تقع في أذربيجان الغربية في إيران. يقدر عدد سكانها بـ 35 نسمة بحسب إحصاء 2016.